# 王家賓 (嘉靖辛卯舉人)
王家賓（16世紀—16世紀），號西野，河南汝寧府固始縣人，明朝政治人物。

## 生平
王家賓為人剛正，是嘉靖十年（1531年）的舉人，二十三年（1544年）授廬江知縣，當時正值大旱，他派發倉粟賑災，不足的就向富戶借糧，救活不少人民，又在當地興學造士，清理訴訟、節省浮費，因忤逆權貴被罷官，人民為他建立去思碑，而固始知縣吳周為他建立魁選坊。

## 引用
1. 1 2  乾隆《重修固始縣志》·卷十八·選舉表上：（嘉靖）十年……王嘉賓 辛卯舉人，任知縣
2. ↑  光緒《廬江縣志·卷六·職官》：王嘉賓，號西野，河南固始人，舉人，嘉靖二十三年知縣事，剛方正直，值大旱民饑發倉粟賑之，不足貸諸富室，民賴更生，興學造士，清訟牒、節浮費，以忤權貴罷官，民為立去思碑。
3. ↑  光緒《續修廬州府志·卷二十八·名宦傳三》：王家賓，字西野，河南固始人，舉人，嘉靖中為廬江令，值歲旱民飢，多方賑救民賴更生，興學造士不阿權貴，竟以例去。 明崇禎志
4. ↑  乾隆《重修固始縣志·卷七·街巷坊表津梁關隘》：坊表……魁選坊 舊志知縣吳周為嘉靖辛卯舉人王家賓建